# Zernyia enconistoides
Zernyia enconistoides là một loài bướm đêm trong họ Geometridae.